# 利奧波德·薩爾瓦多 (奧地利-托斯卡納)
利奧波德·薩爾瓦多（德語：Leopold Salvator，1863年10月15日—1931年9月4日），卡爾·薩爾瓦多大公的長子，托斯卡納大公利奧波多二世的孫子。

## 家庭
1889年，利奧波德·薩爾瓦多與布蘭卡·德·波旁結婚，兩人共有5子5女：
1. 多洛蕾絲（英语：Archduchess Dolores of Austria）（1891年—1974年）
2. 伊瑪庫拉塔（英语：Archduchess Immaculata of Austria）（1892年—1971年）
3. 瑪格麗塔（英语：Archduchess Margaretha of Austria）（1894年—1986年）
4. 萊納（英语：Archduke Rainer of Austria (1895–1930)）（1895年—1930年）
5. 利奧波德（英语：Archduke Leopold of Austria, Prince of Tuscany）（1897年—1958年）
6. 瑪麗亞·安東妮亞（英语：Archduchess Maria Antonia of Austria (1899–1977)）（1899年—1977年）
7. 安東（1901年—1987年）
8. 阿松塔（英语：Archduchess Assunta of Austria）（1902年—1993年）
9. 法蘭茲·約瑟夫（英语：Archduke Franz Josef of Austria, Prince of Tuscany）（1905年—1975年）
10. 卡爾·皮烏斯（1909年—1953年）